# Pennon Group

Pennon Group plc est une entreprise britannique de traitement des eaux et des déchets basée à Exeter, dans le Devon en Angleterre. Le groupe est présent à la Bourse de Londres et fait partie de l'indice FTSE 100. 

## Histoire
En mars 2020, Pennon annonce la vente de ses activités destinées à la gestion des déchets regroupées sous le nom de Viridor à KKR & Co pour 4,2 milliards de livres.

## Activités
- collecte, gestion, traitement et recyclage des déchets.
- distribution d'eau potable et traitement des eaux usées.

## Principaux actionnaires
Au 5 avril 2020.
| Lazard Asset Management Pacific      | 9,88% |
| Pictet Asset Management              | 6,08% |
| Threadneedle Asset Management        | 4,83% |
| RARE Infrastructure                  | 4,60% |
| AXA Investment Managers UK           | 4,30% |
| Invesco Asset Management             | 4,09% |
| Norges Bank Investment Management    | 2,87% |
| The Vanguard Group                   | 2,82% |
| BlackRock Investment Management (UK) | 2,56% |
| Royal London Asset Management        | 2,51% |